# ラジオはAM翔んでけ電波
ラジオはAM翔んでけ電波（らじおはえいえむ とんでけでんぱ）は、1983年4月～1987年9月までの4年半にわたりTBCラジオ（東北放送）で放送された、夜の若者向けワイド番組である。「ラジ電」の愛称で親しまれた。

## パーソナリティ
- 福井弘文（1983年4月 - 1987年4月）
- 石川太郎
- 長谷川恵子（1985年10月 - 1986年9月）
- 渡辺敏之（1986年10月 - 1987年9月）

※全員、TBCアナウンサー（当時）

## 主なコーナー
毎日毎日クイズ
放送開始時刻（プロ野球中継がある時期は、野球中継の延長により放送開始時刻が一定しないため）又は放送当日の正午の気温（プロ野球中継がない時期）を予想して投稿するクイズ。正解した中から抽選で1名に賞金が贈られた。正解者がいなかった場合、賞金が積み立てられる。
我が町バンザイ
中トロクイズ
曲の最初はイントロ。曲の途中を聴いて当てるのが中トロクイズというコンセプト。後に、一曲千金クイズに取って代わられる。
一曲千金クイズ
5曲のサビの部分を同時に20秒間流し、その全ての曲名をリスナーが電話で答えるコーナー。1曲正解するごとに1000円、5曲全て正解で5000円獲得。なお、月曜日に限り、全問正解の場合、賞金に加えてハワイ旅行のパンフレットがプレゼントされた。
翔んでけベストテン
曜日ごとにテーマを設けて、投稿を基にベストテンを発表。食べ物ベストテン・乗り物ベストテン・街かどベストテン等々。
下の句頂戴
お題として出した上の句に対し、リスナーが下の句を作って送るコーナー。
渡辺探偵事務所
渡辺アナの日のコーナー。あの日会った人は今どこに、などの調査を受け持っていた。
今日の擬音 （1987年4月から）
リスナー自身が作った色々な擬音を紹介。『弟を叩いたら空へ飛んでいった時の音』など、あまり意味の無いものが多かった。
鼻歌コンテスト
カセットテープに録音した鼻歌を募集していた。この中から何か名曲を発掘してみよう、というコンセプトだった。コーナーテーマ曲は『七人の刑事』のテーマ、採用されたら3000円の賞金が贈られた。

### その他
- つまらなかったハガキには、仏壇の鐘の音が鳴らされたことがあった[2]。
- 1983年7月頃、「この番組は暗い！」と書いて来たはがきに対しパーソナリティの福井弘文は「よし、今から他局の番組を聴かせてやる」としてNHKの番組の音声を少しだけ流したことがあった[3]。
- ボイスチェンジャーがまだ珍しい時代で用語も一般的ではなかったため、変声をかける機械のことをE.T.マシンと呼んでいた。葉書の読み上げに「ETマシンを使ってください」とリクエストすることも出来た。

### 放送時間
- ナイターシーズンは火曜～金曜 21:00 - 22:20

月曜は放送無し。
ナイター中継が延長されると21時04分から5分刻みで放送開始が遅れる。それを逆手に取った放送開始時刻当てクイズがあった。ナイター中継が22時14分までに終了しないと番組休止となる。
- ナイターシーズンオフは、月曜～金曜 21:00 - 22:00